# 西原邦子
西原 邦子（にしはら くにこ、1931年（昭和6年）6月12日 - 2024年（令和6年）9月23日）は、日本の詩人。

## 来歴・人物
香川県丸亀市に生まれる。丸亀高等女学校（現・香川県立丸亀高等学校）を経て、食糧学校（現・東京栄養食糧専門学校）栄養科卒。北川冬彦および深尾須磨子に師事する。1957年、第4回「時間」新人賞受賞。1973年より翌年まで、フランスに滞在。1975年、町田志津子・小川アンナ・芹澤加寿子とともに詩誌『塩』を創刊。

## 著書
- 詩集『屋根が空をささえている』書肆ユリイカ、1960年。装幀には伊達得夫の切り絵が使われている。
- 詩集『子音たち』思潮社、1979年。
- 詩集『砂の戸』思潮社 、1986年。